# Nyctiophylax spiculatus
Nyctiophylax spiculatus là một loài Trichoptera trong họ Polycentropodidae. Chúng phân bố ở miền Australasia.